# Pakistan-International-Airlines-Flug 8303
Pakistan-International-Airlines-Flug 8303 war ein nationaler Linienflug von Lahore nach Karatschi, auf dem am 22. Mai 2020 ein Airbus A320 beim Landeanflug auf den Karachi/Jinnah International Airport (KHI) in Pakistan verunglückte. An Bord der Maschine waren laut Flugmanifest 91 Passagiere und acht Besatzungsmitglieder, von denen viele anlässlich des Fests des Fastenbrechens zu ihren Familien heimflogen. Das Flugzeug stürzte in der Provinz Sindh auf das Wohngebiet Model Colony im Verwaltungsdistrikt Korangi, der einen Teil der Stadt Karatschi bildet. Der Absturz forderte 98 Todesopfer. Es wurden auch 2 Passagiere und 4 Personen am Boden verletzt.

## Flugzeug
Der abgestürzte Airbus A320-214 mit dem Luftfahrzeugkennzeichen AP-BLD war mit der Seriennummer 2274 gefertigt worden. Er hatte am 17. August 2004 seinen Erstflug und bis zum Zeitpunkt des Absturzes 47.124 Flugstunden und 25.866 Flüge absolviert. Das Flugzeug war am 17. September 2004 an China Eastern Airlines ausgeliefert worden, die es bis Juni 2014 vom Leasingunternehmen GECAS geleast hatte. Ab dem 30. Oktober 2014 setzte Pakistan International Airlines den von GECAS geleasten Airbus ein. Das Flugzeug war mit zwei Triebwerken des Typs CFMI CFM56-5B4/P9 ausgestattet.
Seit der letzten technischen Überprüfung am 21. März 2020 hatte das Flugzeug aufgrund der COVID-19-Pandemie eine längere Zeit am Boden gestanden und bis zum Absturz lediglich acht Flüge durchgeführt.

## Flugverlauf
Das Flugzeug war um 13:05 Uhr Ortszeit in Lahore gestartet und sollte um 14:35 Uhr Ortszeit in Karatschi landen. Vier Minuten vor der geplanten Landung befand sich die Maschine noch auf 10000 Fuß Höhe, da der Flugplan inkorrekt in den Flugcomputer eingegeben war. Wegen des extremen Höhenfehlers etablierte sich das Flugzeug auf einen falschen Gleitpfad, doppelt so steil wie beabsichtigt, und begab sich in einen steilen Sinkflug. Die Piloten fuhren die Störklappen aus und versuchten, mit einer Sinkgeschwindigkeit von über 3000 Fuß/Minute noch auf den vorgesehenen Gleitpfad der Landebahn 25L zu kommen. Auf 7200 Fuß, rund 10,5 Meilen von der Landebahn entfernt, wurde das Fahrwerk ausgefahren. Das Flugzeug war bei 6,1 Meilen Entfernung mit einer Höhe von 3500 Fuß deutlich über der Gleitpfadhöhe von 2100 Fuß. Die Anflugkontrolle wies die Piloten an, den Anflug abzubrechen („turn left heading 180“), sie flogen aber weiter. Auf 2730 Fuß schaltete sich der Autopilot wegen der exzessiven Neigung von −13,7° mit einer Warnung ab. Auf 1740 Fuß fuhren die Piloten das Fahrwerk zusammen mit den Störklappen wieder ein. Automatische Warnungen wie „pull up“ (zieh hoch) oder „too low, gear“ (niedrige Höhe ohne Fahrwerk) des Flugzeuges wurden nicht beachtet.
Die Mannschaft erbat bei der Anflugkontrolle die Landefreigabe. Anstatt die Maschine direkt auf die Turmfrequenz weiterzuleiten, fragte die Anflugkontrolle beim Kontrollturm telefonisch nach und übermittelte die Landefreigabe anschließend an die Piloten, ohne das nicht ausgefahrene Fahrwerk der Maschine zu bemerken.
Das erste Aufsetzen erfolgte erst ca. 4500 Fuß hinter der Landeschwelle, die Landegeschwindigkeit lag dabei mit knapp 200 Knoten statt den üblichen 135 Knoten weit über dem Limit dieses Flugzeugtyps. Beim Aufsetzen kam die Maschine auf den Triebwerken auf, die dadurch beschädigt wurden. Der Airbus prallte noch zwei weitere Male auf die Landebahn. Trotz der mehrfachen Bauchlandung starteten die Piloten durch. Kurz darauf, um 14:35 Uhr, teilte die Besatzung mit, dass sie eine Platzrunde nach links fliegen werde, und bat um Freigabe für einen erneuten ILS-Anflug auf die Landebahn 25L. Etwa fünf Minuten später, während sich die Maschine im Gegenanflug befand, fielen beide Triebwerke aus, woraufhin die Ram-Air-Turbine (RAT) ausfuhr und den notwendigen Hydraulikdruck lieferte. Die Piloten meldeten Luftnotlage (Mayday), woraufhin die Flugsicherung ihnen eine Freigabe für die Landebahnen 25L und 25R erteilte. Das Flugzeug drehte in den Endanflug ein und stürzte etwa 1350 Meter vor der Landeschwelle der Bahn 25L in ein Wohngebiet.
Gemäß dem aktuellen Wetterbericht METAR herrschten kurz vor der geplanten Landung gute Sichtbedingungen, der Wind wehte aus 240° mit 11 Knoten. Der Absturz wurde durch eine Überwachungskamera festgehalten. Auf einer weiteren Aufnahme der Maschine, die kurz vor dem Absturz aufgenommen worden war, war der Airbus mit eingefahrenem Fahrwerk und ausgefahrener RAT zu sehen, die Unterseiten der Triebwerksverkleidungen schienen mit einer schwarzen, rußartigen Schicht bedeckt zu sein.

## Opfer
An Bord befanden sich insgesamt 99 Personen, davon 8 Crewmitglieder und 91 Passagiere. Zwei Personen überlebten verletzt, 97 Personen starben. Unter den Todesopfern befanden sich 96 Personen mit pakistanischer Nationalität sowie ein US-amerikanischer Staatsbürger.
Obwohl das Flugzeug in einen stark bevölkerten Stadtteil stürzte und Dutzende Häuser sowie mehrere Autos beschädigt wurden, gab es am Boden zunächst keine Toten und nur vier Verletzte. Zehn Tage nach dem Absturz starb ein 13-jähriges Mädchen aus der Wohnsiedlung, das bei dem Unfall schwere Verbrennungen erlitten hatte.

## Untersuchung
Die beiden Flugschreiber wurden kurz nach dem Absturz gefunden und geborgen, wobei vom Cockpit Voice Recorder (CVR) zunächst lediglich die Außenhülle gefunden wurde. Die Speichereinheit wurde erst fünf Tage später gefunden und zur Untersuchung nach Frankreich gebracht. Die französische Untersuchungsbehörde für Flugunfälle (BEA) konnte die Daten beider Flugschreiber erfolgreich auslesen und mit der Datenanalyse beginnen.
Zwei Tage nach dem Absturz gab es Presseberichte, in denen ein Beamter der pakistanischen CAA bekannt gab, dass die Maschine vermutlich beim ersten Anflug ohne ausgefahrenes Fahrwerk die Landebahn berührte, wobei beide Triebwerke beschädigt wurden. Auf der Landebahn fand man auf einer Länge von rund 760 Meter (2500 Fuß) Schleifspuren, die höchstwahrscheinlich von den Triebwerken stammten.
Laut Aussage eines PIA-Pressesprechers war das Fahrwerk beim ersten Anflug nicht oder nicht vollständig ausgefahren. Die Cockpit-Besatzung war mental möglicherweise nicht auf eine Bauchlandung eingestellt und leitete das Durchstartmanöver erst ein, als sie die Berührung der Landebahn durch die Triebwerke feststellte.
Während der Platzrunde für den erneuten Anflug fielen beide Triebwerke aus, da sie wahrscheinlich beim Kontakt mit der Landebahn beschädigt worden waren. Die Maschine verlor daraufhin so schnell an Höhe, dass die Rückkehr zum Flughafen nicht mehr gelang.
Ein vorläufiger Untersuchungsbericht des pakistanischen Aircraft Accident Investigation Board (AAIB) wurde am 24. Juni 2020 veröffentlicht. Dieser belastete die beiden Piloten schwer: offenbar waren sie durch ein intensives Gespräch über die COVID-19-Pandemie beim ersten Landeanflug derart abgelenkt, dass sie trotz mehrfacher visueller und akustischer Warnsignale des EGPWS mit eingefahrenem Fahrwerk auf der Piste aufsetzten. Auch der Rat der Flugsicherung, den Anflug wegen zu hoher Geschwindigkeit und Höhe besser abzubrechen, war ignoriert worden.
Am 20. April 2023 wurde der finale Unfallbericht veröffentlicht, der die Analyse aus dem vorläufigen Bericht im Wesentlichen bestätigte. Als Hauptursache wurde der Triebwerksausfall nach der Bauchlandung benannt, die durch die Nichteinhaltung von Standardprozeduren und mangelnde Kommunikation von Piloten und Flugsicherung zustande kam.

## Ähnlicher Zwischenfall
Der Flugunfall einer Boeing 727 der Iran Air bei Rascht am 9. Juni 1996 ereignete sich unter ähnlichen Umständen: Bei einem Trainingsflug wurde eine Boeing 727 der Iran Air auf dem Flughafen Rascht trotz ertönendem Warnsignal mit eingefahrenem Fahrwerk aufgesetzt und anschließend wieder durchgestartet. Konstruktionsbedingt schleiften in diesem Fall nicht die Triebwerke, sondern die Rumpfunterseite über die Landebahn. Beim Flug einer Platzrunde kam es anschließend ebenfalls zu einem Kontrollverlust, in diesem Fall jedoch aufgrund eines Brandes an Bord.